# Progonia oileusalis
Progonia oileusalis är en fjärilsart som beskrevs av Walker 1858. Progonia oileusalis ingår i släktet Progonia och familjen nattflyn. Inga underarter finns listade i Catalogue of Life.